# Санаторий (платформа)
Санато́рий (историческое название платформа Санато́рия) — остановочный пункт на перегоне Дорошиха — Лихославль участка Тверь — Бологое главного хода Октябрьской железной дороги. Находится на территории Калининского района Тверской области.
Остановочный пункт 440-й версты открыт в 1914 году. Современное название — с 1918 года (по открытого неподалёку туберкулёзного санатория «Черногубово»). Пассажирское движение — 11 пар пригородных электропоездов в сутки. Время следования от станции «Тверь» — 16 минут. Поезда дальнего следования на станции не останавливаются.
На остановочном пункте — две боковые низкие платформы. Турникетами не оборудован.